# JScript
JScript（ジェイ・スクリプト）は、マイクロソフト製のスクリプト言語であり、Microsoft Windows 上で動作する。
JavaScriptと類似しており、Internet Explorerを使用したクライアントサイドスクリプティング処理、および Internet Information Services (IIS) などを使用したサーバサイドスクリプティング処理を記述することができる。
また、Windows Script Host (WSH) を利用することで、Windows上でのバッチ処理を記述することができる。
拡張子は、通常 .js を使用する。

## 主な特徴
ECMAScriptやJavaScriptと互換性がある。他にJScriptには、以下のような特徴がある。
- データ型 - JScriptで使用するデータ型は、数値、文字、オブジェクト（日付など）、ブール（真偽）など多様なデータの情報を有することができる。
- ファイル入出力 - FileSystemObjectを使用することで、ファイルの入出力ができる。
- アプリケーション制御 - HTML組み込みの場合JScript内部よりVBScript内の関数を呼び出すことが出来る。アプリケーションがActiveXに対応している場合はJScriptで制御が出来る。（例:Word, Excel）

## バージョン

### JScript
オリジナルのJScriptはActive Scriptingのエンジンである。他のActive Scripting言語と同じようにCOM/OLEオートメーションプラットフォーム上に実装されており、アプリケーションをホストするためのスクリプト機能を提供する。これはInternet Explorerで表示されたウェブページ上で使用されるほか、HTML アプリケーション、古典的ASP、Windows Script Host、あるいは他のOLE オートメーション環境などで使用される。より新しい.NETベースのJScriptと混同しないよう注意する必要がある。
| \| バージョン \| 公開日 \| 共に公開されたソフトウェア[2] \| 対応するJavaScriptバージョン1 \| \| ------------ \| ---------- \| ----------------------------------------------- \| ----------------------------- \| \| 1.0 \| 1996年8月 \| Internet Explorer 3.0 \| 1.0 \| \| 2.0 \| 1997年1月 \| Internet Information Server 3.0 \| 1.1 \| \| 3.0 \| 1997年10月 \| Internet Explorer 4.0 \| 1.3 \| \| 4.0 \| 1998年9月 \| Visual Studio 6.0 (Visual InterDevの一部として) \| \| \| 5.0 \| 1999年3月 \| Internet Explorer 5.0 \| 1.4 \| \| 5.1 \| 2000年2月 \| Internet Explorer 5.01 \| 1.4 \| \| 5.5 \| 2000年7月 \| Internet Explorer 5.5 \| 1.5 \| \| 5.6 \| 2001年10月 \| Internet Explorer 6.0 \| 1.5 \| \| 5.7 \| 2006年11月 \| Internet Explorer 7.0 Windows XP SP3 \| 1.5 \| \| 5.8 \| 2009年3月 \| Internet Explorer 8.0 \| 1.5 \| \| 後継(Chakra) \| 2011年3月 \| Internet Explorer 9.0～ \| \| 注(1): JScriptはJavaScriptと同様、ECMA標準に定義されていない多くの機能をサポートする。 |            |                                                 |                               |
| バージョン | 公開日     | 共に公開されたソフトウェア                      | 対応するJavaScriptバージョン1 |
| 1.0 | 1996年8月  | Internet Explorer 3.0                           | 1.0                           |
| 2.0 | 1997年1月  | Internet Information Server 3.0                 | 1.1                           |
| 3.0 | 1997年10月 | Internet Explorer 4.0                           | 1.3                           |
| 4.0 | 1998年9月  | Visual Studio 6.0 (Visual InterDevの一部として) |                               |
| 5.0 | 1999年3月  | Internet Explorer 5.0                           | 1.4                           |
| 5.1 | 2000年2月  | Internet Explorer 5.01                          | 1.4                           |
| 5.5 | 2000年7月  | Internet Explorer 5.5                           | 1.5                           |
| 5.6 | 2001年10月 | Internet Explorer 6.0                           | 1.5                           |
| 5.7 | 2006年11月 | Internet Explorer 7.0 Windows XP SP3            | 1.5                           |
| 5.8 | 2009年3月  | Internet Explorer 8.0                           | 1.5                           |
| 後継(Chakra) | 2011年3月  | Internet Explorer 9.0～                         |                               |

JScriptはWindows CE上でも動作するが、このバージョンにはActive Debuggingがない。
(出典: MSDN、WebmasterWorld Forum)

### JScript .NET
JScript .NETはJScriptの.NET Framework向けの実装である。CLS互換のクラスベースの言語であり、以前のJScriptの非常に強力な機能を継承している。
JScript .NETはASP.NETや完全な.NETアプリケーションの開発に使用することができる。
しかし、Visual Studioにおけるサポートがない。
CLR上で動作し、変数に型を指定した場合、C# などの他の .NET Framework 上の言語と同等の速度で動く。
JScript の上位互換であるが、高速モードでコンパイルすると、全ての変数を宣言する必要が出るなど、一部、互換性が無くなる。コンパイラのデフォルトは高速モードである。
| バージョン | 日時          | 共に公開されたソフトウェア |
| ---------- | ------------- | -------------------------- |
| 7.0        | 2002年1月15日 | .NET Framework 1.0         |
| 7.1        | 2003年4月1日  | .NET Framework 1.1         |
| 8.0        | 2005年11月7日 | .NET Framework 2.0         |
| 10.0       | 2010年4月13日 | .NET Framework 4.0         |

JScript .NETは.NET Compact Frameworkではサポートされない。
JScript .NETのバージョンは古典的なJScriptのバージョンとは無関係なことに注意する必要がある。JScript .NETは独立した製品である。
JScript .NETはVisual Studioの統合開発環境でサポートされていないが、そのバージョンは他の.NET言語と共通で、対応するVisual Studioのバージョンに従っている。
.NET Framework 3.0ではJScriptのバージョンは新しくなっていない。
（出典: 各フレームワークに含まれるMicrosoft.JScript.dllのファイルバージョン）

## コード例
HTML に埋め込む場合は、以下のように表記する。
```
 
<
html
>

 
<
script
 
language
=
"JScript"
>

 
var
 
weekname
 
=
 
new
 
Array
(
'日'
,
'月'
,
'火'
,
'水'
,
'木'
,
'金'
,
'土'
);

 
var
 
date
 
=
 
new
 
Date
();

 
var
 
str
 
=
 
""
;

 
str
 
+=
 
date
.
getYear
()
 
+
 
"年"
;

 
str
 
+=
 
(
date
.
getMonth
()
 
+
 
1
)
 
+
 
"月"
;

 
str
 
+=
 
date
.
getDate
()
 
+
 
"日"
;

 
str
 
+=
 
" ("
 
+
 
weekname
[
date
.
getDay
()]
 
+
 
")"
;

 
document
.
write
(
"現在の日付は"
 
+
 
str
 
+
 
"です"
);

 
</
script
>

 
<
body
>

 ・・・

```

また、ActiveXを交えた次のようなコードでファイルを生成することができる。
```
 
// ファイル操作の為のオブジェクトを生成。

 
var
 
fso
 
=
 
new
 
ActiveXObject
(
"Scripting.FileSystemObject"
);

 
// もし C:\jscript_test というフォルダが無ければ

 
if
(
!
 
fso
.
FolderExists
(
"C:\\jscript_test"
))
 
{

     
// C:\jscript_test を作る。

     
var
 
fol
 
=
 
fso
.
CreateFolder
(
"C:\\jscript_test"
);

 
}

 
// .txt のファイル以外でも作成できるという例。

 
var
 
fil
 
=
 
fso
.
CreateTextFile
(
"c:\\jscript_test\\output.html"
);

 
// 作成したファイルに1行書き込む。

 
fil
.
WriteLine
(
"<html><head><title>test</title></head><body>test &lt;b&gt;test&lt;/b&gt;</body></html>"
);

 
// ファイルを開放する。

 
fil
.
close
();

 
//完了ダイアログを表示。

 
WScript
.
Echo
(
"C:\\jscript_test\\output.html にファイルが作成されました。"
);

```